# Stazione di Montegiorgio
La stazione di Montegiorgio è stata una stazione ferroviaria posta lungo la ex linea ferroviaria a scartamento ridotto Porto San Giorgio-Fermo-Amandola chiusa il 27 agosto 1956, era a servizio del comune di Montegiorgio.

## Strutture e impianti
Il fabbricato viaggiatori si sviluppa su un unico piano, ed è ubicato nella frazione Piane di Montegiorgio, in via Dante Mattii.

## Stato Attuale
L'edificio è stato restaurato, ed è sede della locale Scuola dell'Infanzia. Sono tuttora riconoscibili le rifiniture delle porte di accesso e delle finestre, che hanno mantenuto gli stilemi presenti originariamente sulle principali stazioni della linea.